# 91212 Virgiliogonano
91212 Virgiliogonano este o planetă minoră (asteroid), cu un diametru de 4,283 km, din centura de asteroizi. A fost descoperită pe 24 decembrie 1998 la Catalina Station⁠(d) de Catalina Sky Survey. 
Obiectul prezintă o orbită caracterizată de o semiaxă mare de 2,3269731660919 UAi, o excentricitate de 0,14674598316547, o înclinație de 27,045175543095 ° în raport cu ecliptica.